# Cuban Carnival
Cuban Carnival è un album di Tito Puente, pubblicato dalla RCA Victor nel 1956.

## Tracce
Lato A
1. Elegua Chango – 5:14 (Tito Puente)
2. Cuál es la idea (What's The Idea) – 3:21 (Tito Puente)
3. Pa' los rumberos (For Dancers) – 3:23 (Tito Puente)
4. Que sera (What Is It) – 3:26 (Tito Puente)
5. Oye mi Guaguanco (Listen to the Guaguanco) – 3:36 (Tito Puente)

Lato B
1. Yambeque (mambo yambu) – 3:47 (Tito Puente)
2. Happy Cha-Cha-Cha – 2:36 (Tito Puente)
3. Mambo buda – 2:55 (Tito Puente)
4. Cha-cha-cha de pollos (Cha-Cha-Cha for Chicks) – 2:49 (Ray Coen)
5. Guaguanco margarito – 3:32 (Sivstre Méndes)
6. Cuban Fantasy – 1:54 (Ray Bryant)

## Musicisti
Tito Puente and His Orchestra
- Tito Puente - timbales, vibrafono, cori, leader
- Nick Travis - tromba
- Frank Lo Pinto - tromba
- Jimmy Frisaura - tromba
- Gene Rapetti - tromba
- Bernie Glow - tromba
- Andres "Merenguito" Forda - tromba
- Sam Seavors - tromba
- Alvin Gellers - pianoforte
- Bobby Rodriguez - contrabbasso
- Mongo Santamaría - percussioni
- Willie Bobo - percussioni
- Carlos "Patato" Valdes - percussioni
- Candido Camero - percussioni
- John Rodriguez - percussioni
- Santo Ruso - trombone
- Eddie Bert - trombone
- Robert Ascher - trombone
- Sam Takvorian - trombone
- Jerry Sanfino - sassofoni, flauti
- Marty Holmes - sassofoni, flauti
- Sol Schlinger - sassofoni, flauti
- Allen Fields - sassofoni, flauti
- José Madera - sassofoni, flauti
- Dave Kurtser - sassofoni, flauti
- El Veijo Macucho - voce